# Bruno Madinier
Bruno Madinier (Parijs, 10 mei 1960) is een Frans acteur. Toen hij in het laatste jaar van de hogere school zat, begon hij reeds met acteren. Hij richtte  een theatergezelschap op samen met een groep vrienden. Deze traden op verschillende festivals op, zowat over heel Frankrijk. Hij zette ook zijn hogere studies aan de HEC in Parijs voort. Twee jaar later zou hij afgestudeerd zijn. Zijn enige droom is om een volleerd acteur te worden. Hij heeft gestudeerd aan het conservatorium van Versailles, waar hij de knepen van het acteren leerde. Hij slaagt voor een examen van dramatische kunsten en kan gaan studeren aan het Conservatorium in Parijs. Daar trad hij in de voetsporen van bekende acteurs als Jean-Hugues Anglade, Christophe Lambert en Robin Renucci.
Madinier maakte zich bekend bij het grote publiek door zijn rol in de serie Les Cordier, juge et flic (1992 - 2005). Maar nog meer belangstelling kreeg hij door Dolmen uit 2005, waar hij speelde aan de zijde van Ingrid Chauvin. Het succes van deze acteur groeit nog steeds.

## Televisieseries
- 1992 tot 2003 - Les Cordier, juge et flic
- 1995 - Les Alsaciens
- 1997 - Les Marmottes
- 2002 - Le Bleu de l'océan
- 2005 - Dolmen
- 2007 - La Prophétie d'Avignon
- 2007 - Le sanglot des anges
- 2008 - La Main blanche

## Film
- 2002 - Mortes de préférence
- 2006 - Premier suspect
- 2006 - La Tempête

- Bibliothèque nationale de France: cb142018564 (data)
- International Standard Name Identifier: 0000 0000 0121 1396
- Système universitaire de documentation: 130922501
- Virtual International Authority File: 61757463
- WorldCat: E39PBJbtr3XRQdVjkXvKkwkhpP